# Mauricio Gómez Sánchez
Edgar Mauricio Gómez Sánchez (Villanueva, Casanare, Colombia, 21 de diciembre de 1993) es un futbolista colombiano. Juega como mediocampista.

## Estadísticas
| Patriotas Boyacá · Colombia                                                                                                 |                     |                     |     |    |    |   |    |     |     |    |
| 1.ª | 2013                | 2                   | 0   | 1  | 0  | — | —  | 3   | 0   |    |
| 1.ª | 2014                | 0                   | 0   | 0  | 0  | — | —  | 0   | 0   |    |
| 1.ª | 2015                | 15                  | 0   | 3  | 0  | — | —  | 18  | 0   |    |
| 1.ª | 2016                | 42                  | 7   | 7  | 2  | — | —  | 49  | 9   |    |
| 1.ª | 2017                | 30                  | 4   | 5  | 2  | 4 | 1  | 39  | 7   |    |
| Total club | Total club          | 89                  | 11  | 16 | 4  | 4 | 1  | 109 | 16  |    |
| Independiente Medellín · Colombia                                                                                           | 1.ª                 | 2018                | 17  | 0  | 0  | 0 | 2  | 0   | 19  | 0  |
| Independiente Medellín · Colombia                                                                                           | Total club          | Total club          | 17  | 0  | 0  | 0 | 2  | 0   | 19  | 0  |
| Águilas Doradas · Colombia                                                                                                  |                     |                     |     |    |    |   |    |     |     |    |
| 1.ª | 2018                | 19                  | 3   | 0  | 0  | — | —  | 19  | 3   |    |
| 1.ª | 2019                | 28                  | 3   | 2  | 0  | 4 | 1  | 34  | 4   |    |
| Total club | Total club          | 47                  | 6   | 2  | 0  | 4 | 1  | 53  | 7   |    |
| Santa Fe · Colombia | 1.ª                 | 2020                | 18  | 0  | 3  | 0 | —  | —   | 21  | 0  |
| Santa Fe · Colombia | Total club          | Total club          | 18  | 0  | 3  | 0 | 0  | 0   | 21  | 0  |
| Total en su carrera | Total en su carrera | Total en su carrera | 171 | 17 | 21 | 4 | 10 | 2   | 202 | 23 |
| (1) Incluye datos de la Copa Colombia . (2) Incluye datos de Copa Sudamericana. (3) No incluye goles en partidos amistosos. |                     |                     |     |    |    |   |    |     |     |    |